# Claudia Antonia
Claudia Antonia, (Latin: ANTONIA•CLAUDII•CAESARIS•FILIA) (née en 30 ap. J.-C., morte en 66) est la fille de l’empereur romain Claude et de sa seconde femme Ælia Pætina. Elle est aussi l’arrière-petite-nièce de l’empereur Auguste, la petite-nièce de Tibère, la cousine de Caligula, la demi-sœur de Claudia Octavia et de Britannicus et la belle-sœur de Néron.

## Biographie
Jusqu’en 37, Claudia Antonia fut élevée par sa grand-mère maternelle Antonia la Jeune ensuite elle fut élevée par son père.
En 43, elle épousa en premières noces Gnaeus Pompeius Magnus, qui était un descendant de Pompeia Magna la fille de Pompée. Ses parents étaient Marcus Licinius Crassus Frugi et Scribonia. Selon Suétone, il mourut quelques années plus tard en 46 ou 47, poignardé dans son lit alors qu’il était avec son amant. Dion Cassius avança que l’impératrice Messaline, craignant que Pompeius soit un rival pour Britannicus, ordonna son exécution afin qu’Antonia puisse épouser le demi-frère de Messaline, Faustus Cornelius Sulla Felix. 
Faustus Sulla et Antonia se marièrent en 47. Ils eurent un fils qui n’atteignit pas son deuxième anniversaire. En 58, Faustus Sulla fut exilé et assassiné en 62 sur les ordres de l’empereur Néron. Tacite, dans ses annales de l'histoire de Rome, fait état d’une rumeur en 65 qui veut que Gaius Calpurnius Piso essaya d’épouser Antonia dans le cadre de sa conspiration contre Néron.
À la mort de l’impératrice Poppée, Néron demanda Antonia en mariage mais elle refusa. Il l’accusa alors de rébellion et la fit exécuter. Avec elle mourait le dernier petit-enfant de Nero Claudius Drusus et d’Antonia la Jeune.